# Rovnokřídlí
Rovnokřídlí (Orthoptera) je skupina hmyzu, do které patří kobylky, cvrčci, saranče a příbuzní živočichové. Vyvíjejí se proměnou nedokonalou.
Rovnokřídlí mají kousací ústní ústrojí, skákací zadní nohy a samci vyluzují cvrčivé zvuky stridulací. V současné době je však tento řád rozdělován na dvě podskupiny. První z nich je skupina Ensifera (kobylky), jejíž zástupci se vyznačují dlouhými tykadly, sluchovými orgány v předních holeních, samice nápadným kladélkem a samci zvuky vyluzovanými třením předního páru křídel o sebe (tzv. alární stridulace). Naproti tomu zástupci skupiny Caelifera (saranče) mají tykadla většinou krátká a kladélko nenápadné. Sluchové orgány jsou umístěny na bocích předních článků zadečku a samci stridulují třením stehen zadních nohou o křídelní žilky (tzv. femoroalární stridulace).
Rovnokřídlí jsou luční, většinou teplomilní živočichové (kobylka), ale někteří žijí i pod zemí (např. cvrčci a jim příbuzná krtonožka). Jsou často draví (živí se např. jiným hmyzem), někteří rostlinožraví (např. saranče) mohou při své migrující části svého životního cyklu páchat velké škody v zemědělství. V Česku žije kolem 100 druhů rovnokřídlých, někteří původně jihoevropští (např. koník skleníkový, cvrček domácí) však jen v blízkosti lidských příbytků, kde je teplejší klima.
Někteří rovnokřídlí – např. krtonožka obecná (Gryllotalpa gryllotalpa) – jsou významnou složkou edafonu, resp. zooedafonu.

## Evoluce
Tato skupina hmyzu má velmi dlouhou evoluční historii, sahající až do prvohor. V roce 2012 byl poprvé rekonstruován zvuk, který vydávala pravěká (jurská) kobylka druhu Archaboilus musicus v době před 165 miliony let. Další výzkum publikovaný koncem roku 2022 tyto poznatky ještě více rozšířil a upřesnil.

## Systém
- kobylky (Ensifera)
  - kobylky (Tettigonioidea)
  - cvrčci (Grylloidea)
  - koníci (Gryllacridoidea)
- saranče (Caelifera)
  - saranče (Acridioidea)
  - marše (Tetrigoidea)
  - pacvrčkové (Tridactyloidea)